# Bernard Kasprzak

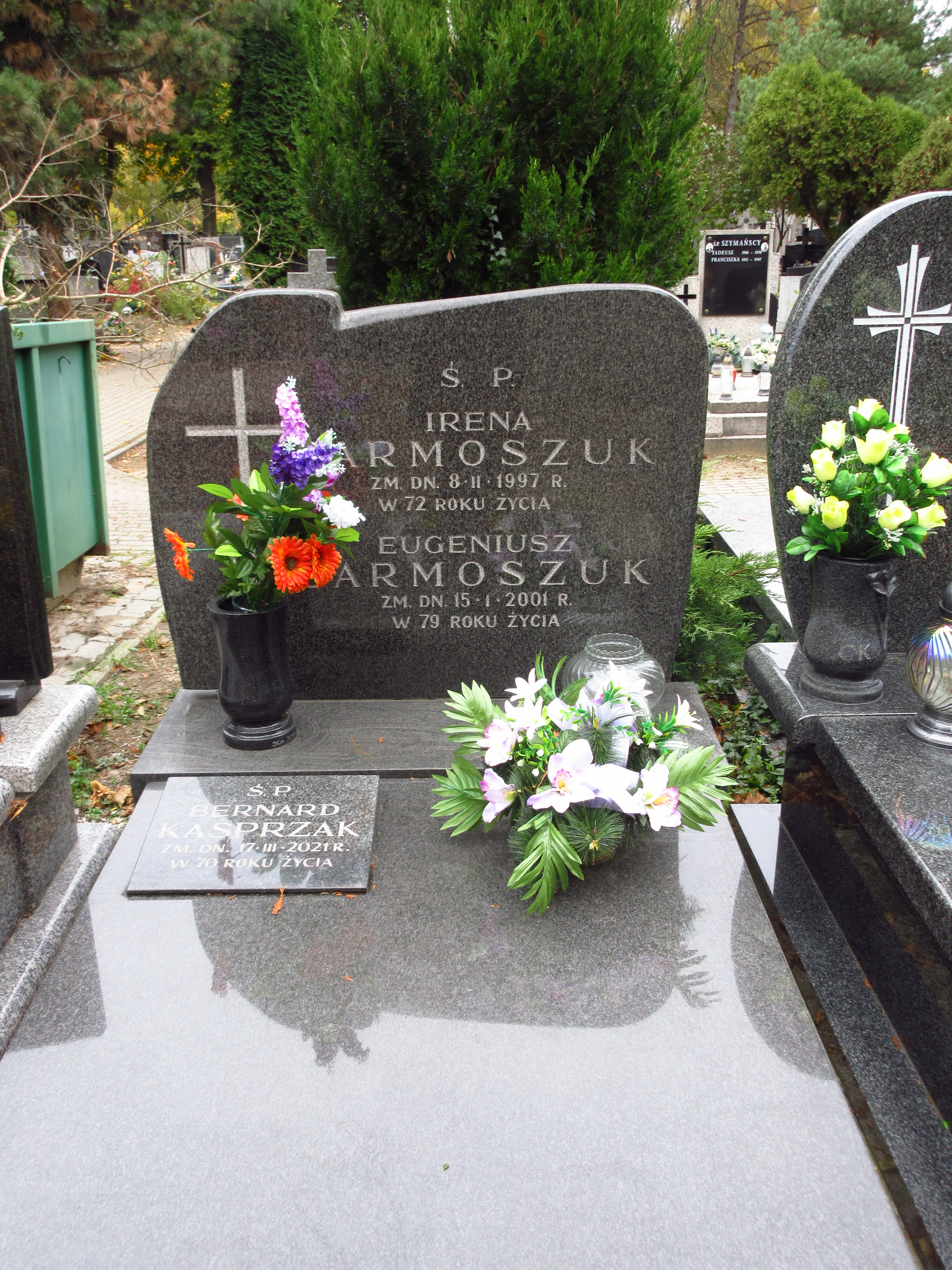
Grób Bernarda Kasprzaka na cmentarzu Bródnowskim

Bernard Kasprzak (ur. 12 maja 1950 w Inowrocławiu, zm. 17 marca 2021 w Warszawie) – polski ekonomista i polityk, poseł na Sejm X kadencji.

## Życiorys
Syn Stanisława i Marianny. Ukończył w 1976 studia na Uniwersytecie Mikołaja Kopernika w Toruniu, uzyskując magisterium z ekonomii. Pracę rozpoczął w Warszawskich Zakładach Telewizyjnych, potem pracował w Fabryce Aparatury Rentgenowskiej i Urządzeń Medycznych w Warszawie oraz w Fabryce Samochodów Osobowych. W 1989 został dyrektorem ekonomicznym FSO, a następnie doradcą dyrektora naczelnego.
Należał do Polskiej Zjednoczonej Partii Robotniczej od 1975 do rozwiązania. W 1989 uzyskał mandat posła na Sejm kontraktowy. Został wybrany w okręgu nr 6 (Warszawa-Praga Północ). Na koniec kadencji należał do Poselskiego Klubu Pracy. Zasiadał w Komisji Stosunków Gospodarczych z Zagranicą i Gospodarki Morskiej oraz Komisji Systemu Gospodarczego i Polityki Przemysłowej, a także w dwóch komisjach nadzwyczajnych. Później wycofał się z działalności politycznej. Pozostał zawodowo związany z FSO, m.in. w połowie lat 90. został dyrektorem przedsiębiorstwa.
Pochowany na cmentarzu Bródnowskim (kwatera 39H–5–36).